# 江孜沙棘
江孜沙棘（学名：Hippophae rhamnoides subsp. gyantsensis）是胡颓子科沙棘属沙棘的亚种。分布在中国大陆的西藏等地，生长于海拔3,500米至3,800米的地区，目前尚未由人工引种栽培。